# 老司古墳
老司古墳（ろうじこふん）は、福岡県福岡市南区老司にある古墳。2000年に国史跡に指定されている。

## 概要
標高約40mの丘陵上にあり、前方部が南向きの前方後円墳である。 5世紀初頭頃営造されたとみられる。
墳丘には葺石があり、壺形を主とした埴輪が見られる。後円部に3基、前方部に1基の竪穴系横口式石室（初期の横穴式石室）が存在する。
三角縁神獣鏡、玉類、剣など、豊富な副葬遺物が多数出土した。
福岡少年院の敷地内にあり、普段は立ち入ることができない。

## 大きさ
- 全長76m
- 前方部幅30m
- 後円部径45m